# Hospental
Hospental é uma comuna da Suíça, no Cantão Uri, com cerca de 228 habitantes. Estende-se por uma área de 34,97 km², de densidade populacional de 7 hab/km². Confina com as seguintes comunas: Airolo (TI), Andermatt, Göschenen, Realp.
A língua oficial nesta comuna é o Alemão.